# Ernst Jonsson (författare)
Ernst Gustaf Jonsson, född 18 oktober 1855 i Norrköpings Hedvigs församling, död 5 juni 1940 i Vrigstads församling i Jönköpings län, var en svensk författare av barn- och ungdomslitteratur. Han skrev under pseudonymen Ernst Jotson.
Jonsson debuterade 1915 med Rosengull, skriven tillsammans med Josef Blomqvist. År 1916 utkom samlingen Den underbare prinsen och andra indiska epos återberättade för ungdom, illustrerad med vignetter av Gustaf Tenggren. År 1923 publicerades Silvervit, skriven tillsammans med Harald Johnsson. Jonsson skrev också dramat Prinsessans dansskor, tryckt 1916 i samlingen Barnteatern 1.
Ernst Jonsson hade till en början varit affärsman och verkat utomlands. Han förblev ogift.